# スノーホワイト/白雪姫
『スノーホワイト/白雪姫』（スノーホワイト/しらゆきひめ、原題：Snow White または Snow White: The Fairest of Them All）は、2001年に公開されたアメリカ合衆国より制作のテレビ映画。2001年10月28日にオーストラリアより先行公開されており、アメリカは2002年3月17日に公開されている。グリム童話の『白雪姫』を原作としたファンタジー映画である。
日本ではNHK衛星放送より放送されており、VHSとDVD（DVF-39）は2002年7月26日に日活より同時に発売されている。

## キャスト
| 役名             | 俳優                       | 日本語吹替            | 日本語吹替                                                |
| 役名             | 俳優                       | ソフト版              | NHK版                                                     |
| ---------------- | -------------------------- | --------------------- | --------------------------------------------------------- |
| エルスペス       | ミランダ・リチャードソン   | 小山茉美              | 山本陽子                                                  |
| 白雪姫           | クリスティン・クルーク     | 久川綾                | 安達祐実                                                  |
| ジョン           | トム・アーウィン           | 原康義                | 大和田伸也                                                |
| ジョゼフィーヌ   | ヴェラ・ファーミガ         | 田中敦子              | 戸田恵子                                                  |
| アルフレッド王子 | タイソン・リーツォ         | 竹若拓磨              | 石母田史朗                                                |
| 怪物             | クランシー・ブラウン       | 土師孝也              | 大友龍三郎                                                |
| サンデー         | マイケル・J・アンダーソン  | 田村勝彦              | 樋浦勉                                                    |
| マンデー         | マイケル・ギルデン         | 鈴木琢磨              | 内田直哉                                                  |
| チューズデー     | マーク・J・トロンビノ      | 小形満                | 田の中勇                                                  |
| ウェンズデー     | ヴィンセント・スキャヴェリ | 牛山茂                | 野沢那智                                                  |
| サーズデー       | ペニー・ブレーク           | 岡村明美              | 雨蘭咲木子                                                |
| フライデー       | マーティン・クレッバ       | 杉山紀彰              | 大島宇三郎                                                |
| サタデー         | ウォーウィック・デイビス   | 立木文彦              | 横島亘                                                    |
| ヘクター         | ホセ・ズニーガ             | 伊藤和晃              | 斎藤志郎                                                  |
|                  |                            |                       |                                                           |
| 役不明又はその他 |                            | よのひかり 小池亜希子 | 稲垣隆史 棚田恵美子 佐藤晴男 田上由希子 蓮池龍三 細野雅世 |

- ソフト版：VHS・DVD収録
- NHK版：初回放送2002年12月23日NHK教育

## スタッフ
- 監督：キャロライン・トンプソン
- 製作：マシュー・オコナー、キャロライン・トンプソン
- 製作総指揮：ロバート・ハルミ・Sr、ロバート・ハルミ・Jr
- 原作：グリム兄弟
- 脚本：キャロライン・トンプソン、ジュリー・ヒックソン
- 撮影：ジョン・ジョフィン
- 音楽：マイケル・コンヴァーティノ
- 日本語版演出：神尾千春